# Vzpoura na lesonickém panství
Vzpoura na lesonickém panství byla krátkým ozbrojeným selským povstáním na panství Lesonice na západní Moravě v rámci selských povstání v českých zemích roku 1775. Odehrála se primárně ve dnech 25. až 26. července 1775 v prostoru lesonického zámku jakožto zdejší vyvrcholení odporu proti vrchnosti a požadavkům na zrušení roboty, načež byla druhého dne trvání vojensky potlačena. Jednalo se zároveň o největší událost lidového odporu na Moravě během rozsáhlých selských bouří toho roku.

## Pozadí

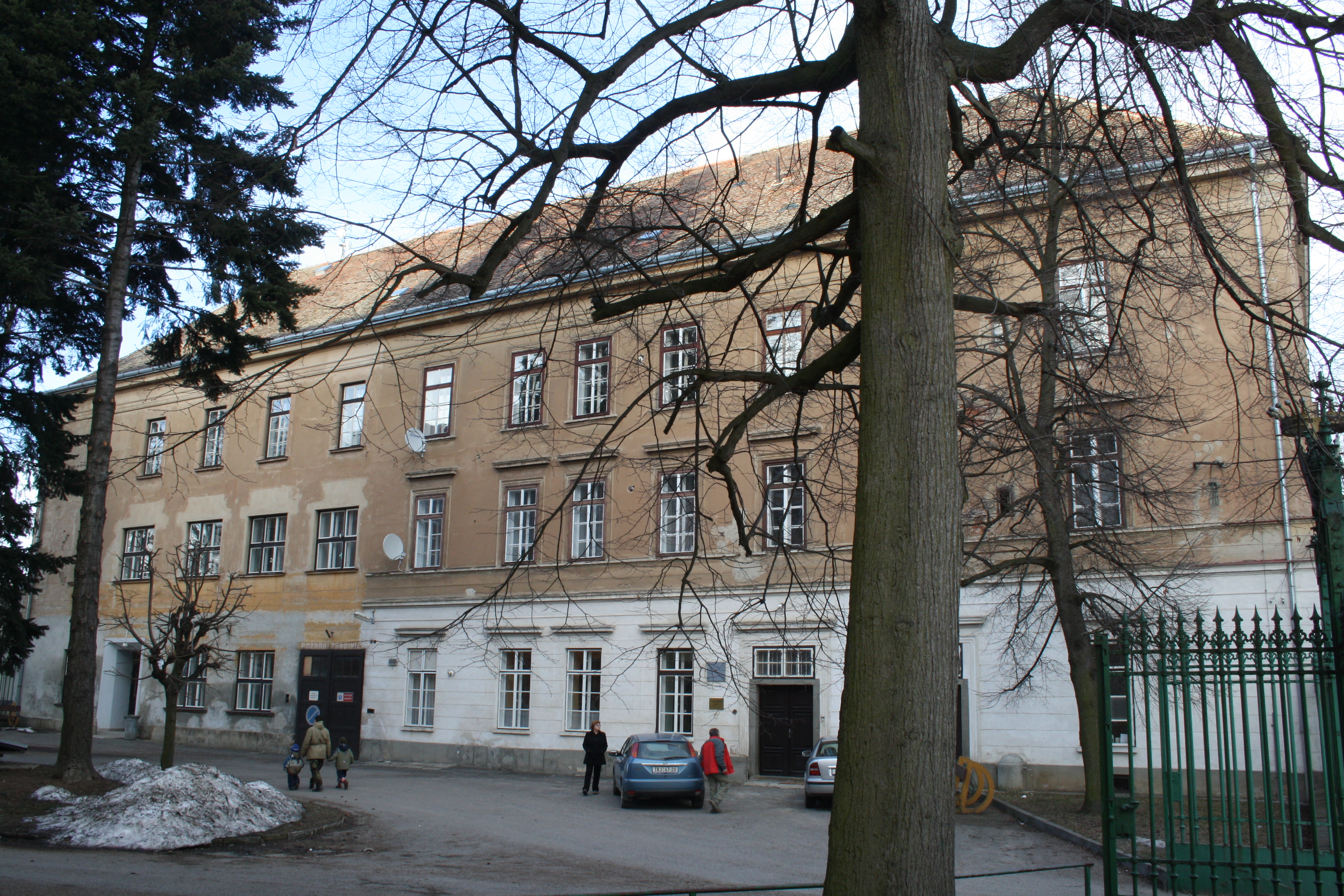
Lesonický zámek

Po sedmileté válce byla hospodářská situace říše řízené císařovnou Marií Terezií značně neutěšená. V letech 1770 až 1772 vypukl v zemi hladomor, venkované byli přitom povinni robotou. Počátkem roku 1775 začaly v pohraničních oblastech říše, na Teplicku, Broumovsku a Náchodsku, selské nepokoje a postupně se šířily do celého vnitrozemí. V únoru pak 1775 začalo na Náchodsku působit selské „guberno“ pod vedením rtyňského rychtáře Antonína Nývlta, které upravovalo robotu a vydávalo vzory rozpisů robot. To bylo pak koncem března téhož roku vojensky potlačeno, především po srážkách u Chlumce a na Humlově kopci, a jeho vůdci uvězněni, souzeni a posléze pak císařovnou částečně amnestováni.
Za vlády posledního z rodu Aichpichlů, Karla Rudolfa, nastaly na panství Lesonice nepříznivé poměry, když za nemocného pána vládli jeho úředníci, kteří prý poddané týrali a vykořisťovali. Po smrti Karla Rudolfa se roku 1771 stal novým majitelem panství hrabě František Nadásdy, který vyžadoval důsledné vymáhání robotních povinností. Nespokojenost s robotou, nelidské zacházení vrchnosti, klamné pověsti o zrušení či snížení roboty a mylné přesvědčení, že byl vydán nový robotní patent, který před sedláky vrchnost tají a že jim povolené úlevy v robotě nechce dát, jen stupňovalo.
Nespokojení sedláci se tajně scházeli od poloviny června 1775 doma u rychtáře obce Martínkov Jana Tržila, nebo v obecní kovárně. Zde se domlouvali, že nebudou konat ruční roboty. Tržil psal o všem, co se na Horním panství dělo, Jiřímu Čechovi, rychtáři ve Slavicích, který byl v čele nespokojených sedláků na Dolním lesonickém panství, se kterým udržoval vzájemné spojení dopisy od června do poloviny července 1775 ve snaze získat všechen lid panství, aby se domohli úlevy v robotách, především však prominutí ruční roboty. Chtěli toho dosáhnout cestou zákonitou, a proto Tržil zkoncipoval žádost majiteli lesonického panství, hraběti Nadásdymu, aby poskytl poddaným potřebné ulehčení. Žádost, která obsahovala soupis Tržilových devíti bodů však hrabě odmítl, stejným neúspěchem dopadla stížnost jemnickému písaři.

## Průběh
Po těchto událostech předložil majitel panství, hrabě Nadásdy, 28. června 1775 stížnost guberniu, které nařídilo krajskému hejtmanovi, aby poměry vyšetřil a aby zjednal pořádek. Vyslaný zástupce krajského hejtmana ve Znojmě Jan Nepomuk Hoffer přišel do Lesonic až 24. července a dal zatknout asi dvacet sedláků, kteří byli označení za hlavní buřiče. Zatčení vyvolalo odpor a hněv sedláků, kteří se 25. července shromáždili kolem lesonického zámku, vznášeli zde své požadavky a přesto, že zatčení byli propuštěni, vnikli rozvášnění sedláci násilím do zámeckého dvora.
Následující den povolal majitel panství vojenskou setninu, které se vzbouření sedláci postavili pouze s holemi a klacky. Salvě z vojenských pušek padlo za oběť šest poddaných, mnoho jich utrpělo zranění a vzpoura tím byla fakticky rozprášena. Hlavní buřiči byli následně zajištěni, ostatní se rozprchli. Jan Tržil nebyl z důvodu dlouhodobé nemoci účastníkem osudné srážky sedláků s vojskem na zámku a nebyl proto ani zatčen, byl ponechán doma pod dohledem.

## Následky

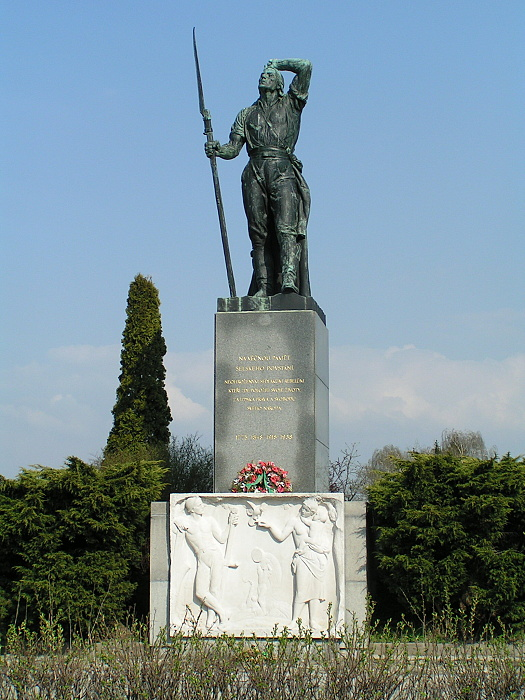
Jakub Obrovský: Pomník selských bouří v Chlumci nad Cidlinou

Hlavní vůdcové vzpoury původně měli být během procesu v září 1775 odsouzeni k trestu smrti, císařovna Marie Terezie jim však nakonec trest zmírnila. Nemocný Jan Tržil, odsouzený ke třem letům nucených prací, nakonec zemřel v rodném Martínkově v listopadu 1775.
Lesonická selská vzpoura byla asi nejvýraznějším projevem odporu proti vrchnosti na území Moravy v rámci selských bouří roku 1775. I přes porážku povstání toto přispělo k urychlení procesu, který vedl k vyhlášení patentu o zrušení nevolnictví císaře Josefa II. z roku 1781.
Na zdi lesonického zámku vzpouru připomíná pamětní deska odhalená roku 1935 u příležitosti 160. výročí povstání.